# Tour de Ski 2006/2007
Tour de Ski 2006/07 je 1. ročník série osmi závodů v běhu na lyžích během deseti dnů. Začínat se mělo 29. prosince v Novém Městě na Moravě, ovšem pro nedostatek sněhu byly úvodní dvě etapy zrušeny. Zahájení se tak přesunulo do Mnichova - úvodní závod byl velkou exhibicí: silvestrovský sprint volnou technikou se totiž běžel na Olympijském stadionu. Po novoročním volnu se závod přesunul do Oberstdorfu a Asiaga. Finále se uskutečnilo 7. ledna 2007 ve Val di Fiemme závěrečným závodem do vrchu, do kterého lyžaři odstartovali Gundersenovou metodou s odstupy, jaké skutečně měli v průběžném pořadí Tour. 1. ročníku Tour de Ski se zúčastnilo 65 žen a 90 mužů z dvaadvaceti zemí. Celkem muži v Tour najeli za šest etap 80 kilometrů, ženy o třicet méně. Na odměny sportovcům FIS vyčlenila původně milion švýcarských franků, částka se kvůli zrušení závodů v Novém Městě snížila na 750 000 franků. Vítěz inkasoval 100 000 švýcarských franků (70 000 eur).

## Původní program
- Nové Město na Moravě: 29. prosince prolog klasicky (3 km ženy, 4,5 km muži), 30. prosince stíhací závod volně (10 km ženy, 15 km ženy).
- Mnichov: 31. prosince sprint volně (1 km ženy, 1,2 km muži).
- Oberstdorf: 2. ledna skiatlon (5+5 km ženy, 10+10 km muži), 3. ledna závod klasicky (10 km ženy, 15 km muži).
- Asiago: 5. ledna sprint volně (1 km ženy, 1,2 km muži).
- Val di Fiemme: 6. ledna závod klasicky (15 km ženy, 30 km muži), 7. ledna stíhací závod (10 km ženy, 15 km muži)

## Celkové pořadí

### Ženy
| Pořadí | Jméno                         | Stát      | Čas       |
| ------ | ----------------------------- | --------- | --------- |
| 1      | Virpi Kuitunenová             | Finsko    | 2.20.15,3 |
| 2      | Marit Bjørgenová              | Norsko    | +1.17,5   |
| 3      | Valentyna Ševčenková          | Ukrajina  | +1.20,8   |
| 4      | Aino-Kaisa Saarinenová        | Finsko    | +1.21,8   |
| 5      | Kateřina Neumannová           | Česko     | +1.23,8   |
| 6      | Petra Majdičová               | Slovinsko | +1.52,0   |
| 7      | Kristin Størmer Steiraová     | Norsko    | +1.53,0   |
| 8      | Evi Sachenbacherová-Stehleová | Německo   | +1.58,2   |
| 9      | Vibeke Skofterudová           | Norsko    | +2.23,7   |
| 10     | Viola Bauer                   | Německo   | +2.41,5   |
| 20     | Kamila Rajdlová               | Česko     | +5.29,7   |
| 36     | Helena Erbenová               | Česko     | +6.10,3   |

### Muži
| Pořadí | Jméno              | Stát    | Čas       |
| ------ | ------------------ | ------- | --------- |
| 1      | Tobias Angerer     | Německo | 3.29.49,7 |
| 2      | Alexandr Legkov    | Rusko   | +46,4     |
| 3      | Simen Østensen     | Norsko  | +50,2     |
| 4      | Petter Northug     | Norsko  | +1.07,0   |
| 5      | Tor Arne Hetland   | Norsko  | +1,09,4   |
| 6      | Franz Göring       | Německo | +1.28,7   |
| 7      | Sami Jauhojärvi    | Finsko  | +1.34,3   |
| 8      | Jevgenij Dementjev | Rusko   | +1.42,2   |
| 9      | Jens Filbrich      | Německo | +1.44,8   |
| 10     | Nikolaj Pankratov  | Rusko   | +1.56,1   |
| 13     | Jiří Magál         | Česko   | +1.56,1   |
| 41     | Milan Šperl        | Česko   | +9.43,2   |
| 48     | Dušan Kožíšek      | Česko   | +11.33,6  |